# 馬亞羅 (加利福尼亞州)
馬亞羅（英語：Mayaro）是位於美國加利福尼亞州比尤特縣的一個非建制地區。該地的面積和人口皆未知。

## 地理
馬亞羅的座標為39°49′27″N 121°25′20″W / 39.82417°N 121.42222°W，而該地的平均海拔高度為464米（即1522英尺）。